# L'étoile (singolo)
L'étoile è un singolo della cantante canadese Céline Dion, secondo estratto per il Canada dall'album Encore un soir e pubblicato l'11 ottobre 2016 dall'etichetta Columbia Records. Per il mercato francese è stato pubblicato il 4 gennaio 2017 come terzo singolo.

## La canzone
La canzone, in stile pop francese, è stata scritta da Grand Corps Malade, Manon Romiti, Silvio Lisbonne, Florent Mothe.

## Videoclip
Il video musicale è in realtà un Lyric Video ed è stato pubblicato su Vevo il 5 febbraio 2017.

## Tracce
Download digitale
1. L'étoile – 3:14 (testo: Grand Corps Malade, Manon Romiti, Silvio Lisbonne, Florent Mothe)